# 운전석 자세 메모리 시스템
운전석 자세 메모리 시스템(영어: Integrated Memory System, IMS)은 운전자의 체형에 따라 운전 자세를 기억하는 시스템이다.

## 상세
운전석 자세 메모리 시스템은 버튼으로 조절이 가능하며, 일반적으로 도어 손잡이 혹은 전자 시트 왼쪽 하단에 위치해 있다. 해당 시스템을 통해 시트는 물론 등받이, 사이드미러 등 기타 조정이 필요한 부위도 자동 조정된다.

## 같이 보기
- 첨단 운전자 보조 시스템
- 카시트